# تلویزیون در مالزی
تلویزیون در مالزی (انگلیسی: Television in Malaysia) یا به عبارتی شبکه تلویزیون مالزی در روز ۲۸ دسامبر ۱۹۶۳ ایجاد شد. سیستم تلویزیون رنگی در روز ۲۸ دسامبر ۱۹۷۸ به مرحله اجرا درآمد. پخش رنگی تمام وقت برنامه، در آغاز سال نو ۱۹۸۲ به‌طور رسمی افتتاح شد. در حال حاضر ۱۶ شبکهٔ تلویزیون رایگان عمومی و ۳ اپراتور تلویزیون عمومی با پرداخت اشتراک در مالزی وجود دارد.

## پخش برنامه
تا روز ۲۸ دسامبر ۱۹۷۸ که پخش برنامه به صورت رنگی فعالیت خود را شروع کرد، پخش برنامه‌ها به صورت سیاه‌وسفید بود. اولین پخش برنامه با سیستم صدای استریو، در سال ۱۹۸۵ توسط کانال تی وی ۳ آغاز گردید. از هشت کانال تلویزیونی، پنج کانال به صورت تمام وقت برنامه پخش نمی‌کردند. پخش برنامه به صورت تمام وقت در کانال تی وی ۱ در مالزی، بین روزهای ۱۳ و ۱۶ مهٔ ۱۹۸۹، شروع شد. پخش برنامه به صورت تمام وقت در کانال تی وی ۳ در مالزی، اولین بار در سال ۱۹۹۷ شروع گردید ولی مدتی بعد به خاطر طرح صرفه جویی در انرژی، پخش تمام وقت برنامه‌ها متوقف گردید.